# William Marshall Inge
William Marshall Inge (ur. 1802 w Granville County, Karolina Północna, zm. 1846 w Livingston, Alabama) – amerykański polityk, prawnik, członek Izby Reprezentantów.
Pochodził z Północnej Karoliny, gdzie rozpoczął edukację, kontynuowaną później w Tennessee. Studiował prawo, prowadził prywatną praktykę prawniczą. W latach 1833–1835 zasiadał w Izbie Reprezentantów jako przedstawiciel stanu Tennessee, wybrany z ramienia zwolenników prezydenta Andrew Jacksona. W 1836 przeniósł się do Alabamy, gdzie brał udział w pracach stanowej izby reprezentantów. Zmarł w 1846 w Livingston, jest pochowany na miejscowym cmentarzu.
Jego bratanek Samuel Williams Inge również był członkiem Izby Reprezentantów.